# Kvašťov (Sedlec-Prčice)
Kvašťov je část města Sedlec-Prčice v okrese Příbram ve Středočeském kraji. Nachází se dva kilometry východně od Prčice. Je zde evidováno 13 adres. V roce 2011 zde trvale žilo osmnáct obyvatel.
Kvašťov leží v katastrálním území Přestavlky u Sedlce o výměře 4,37 km².

## Historie
První písemná zmínka o vesnici pochází z roku 1452.

## Obyvatelstvo
| Rok            | 1869 | 1880 | 1890 | 1900 | 1910 | 1921 | 1930 | 1950 | 1961 | 1970 | 1980 | 1991 | 2001 | 2011 | 2021 |
| -------------- | ---- | ---- | ---- | ---- | ---- | ---- | ---- | ---- | ---- | ---- | ---- | ---- | ---- | ---- | ---- |
| Počet obyvatel | 118  | 86   | 79   | 84   | 77   | 83   | 73   | 49   | 40   | 49   | 29   | 23   | 19   | 18   | 14   |
| Počet domů     | 13   | 13   | 12   | 12   | 13   | 13   | 13   | 13   | 13   | 15   | 9    | 11   | 12   | 13   | 13   |

## Obecní správa
Při sčítání lidu v letech 1850–1979 Kvašťov byl osadou obce Přestavlky, se kterým patřil nejprve do okresu Sedlčany, ale od roku 1960 v okrese Benešov. Od 1. ledna 1980 je částí města Sedlec-Prčice v okrese Benešov. Od 1. ledna 2007 vesnice přešla spolu s městem Sedlec-Prčice z okresu Benešov do okresu Příbram.

## Další fotografie

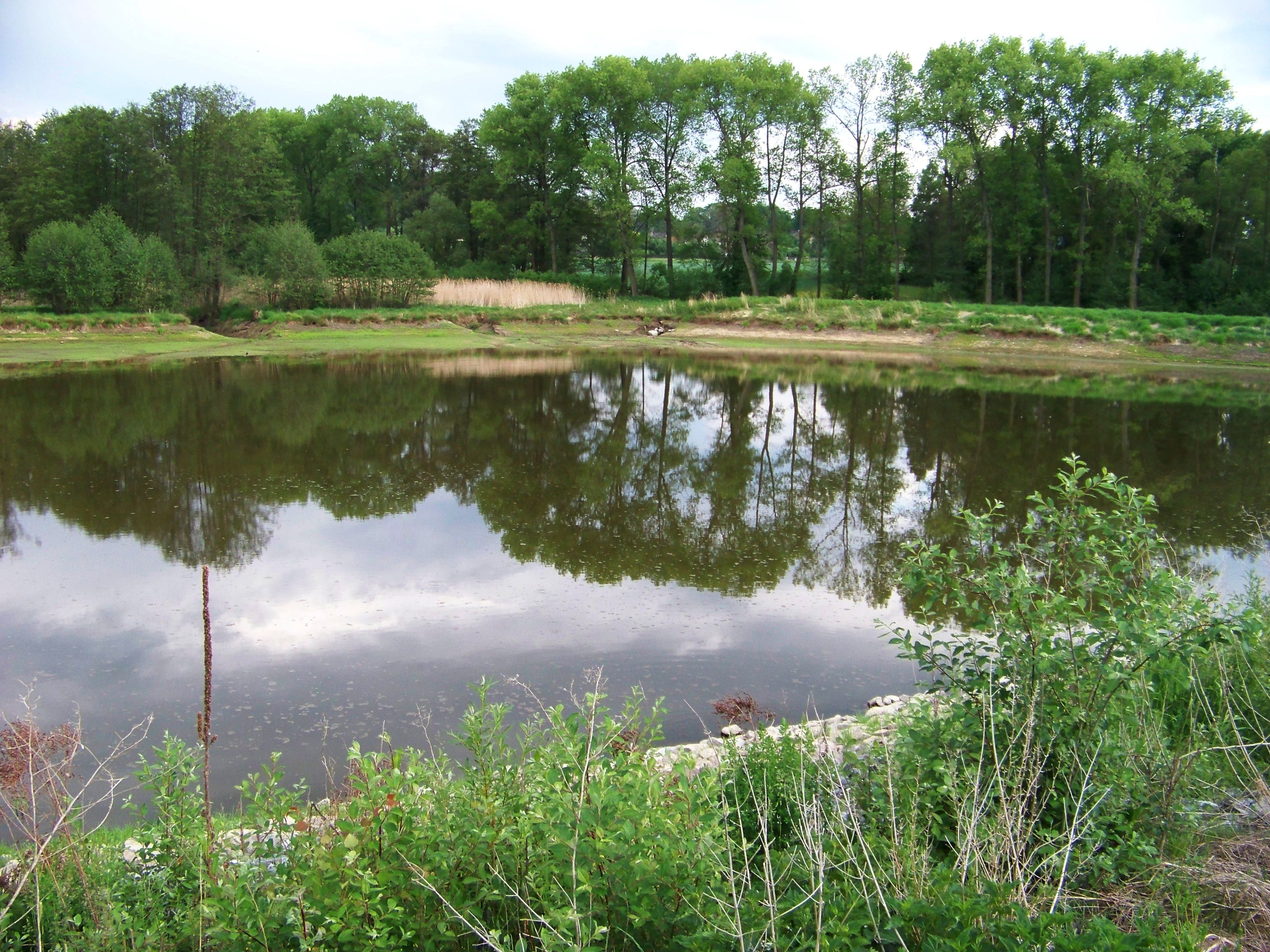
Jezerský rybník
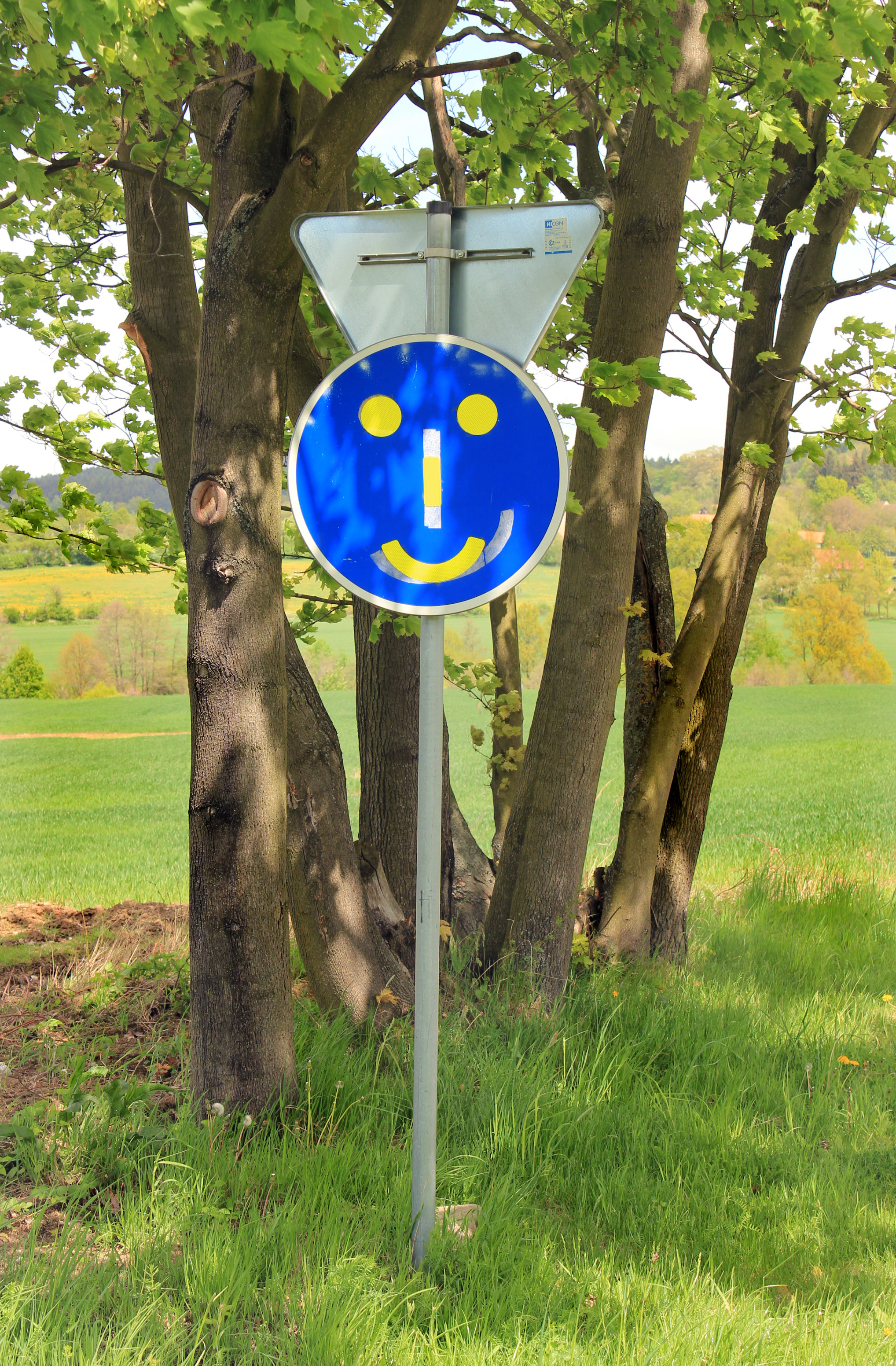
Značka u příjezdu od Přestavlk
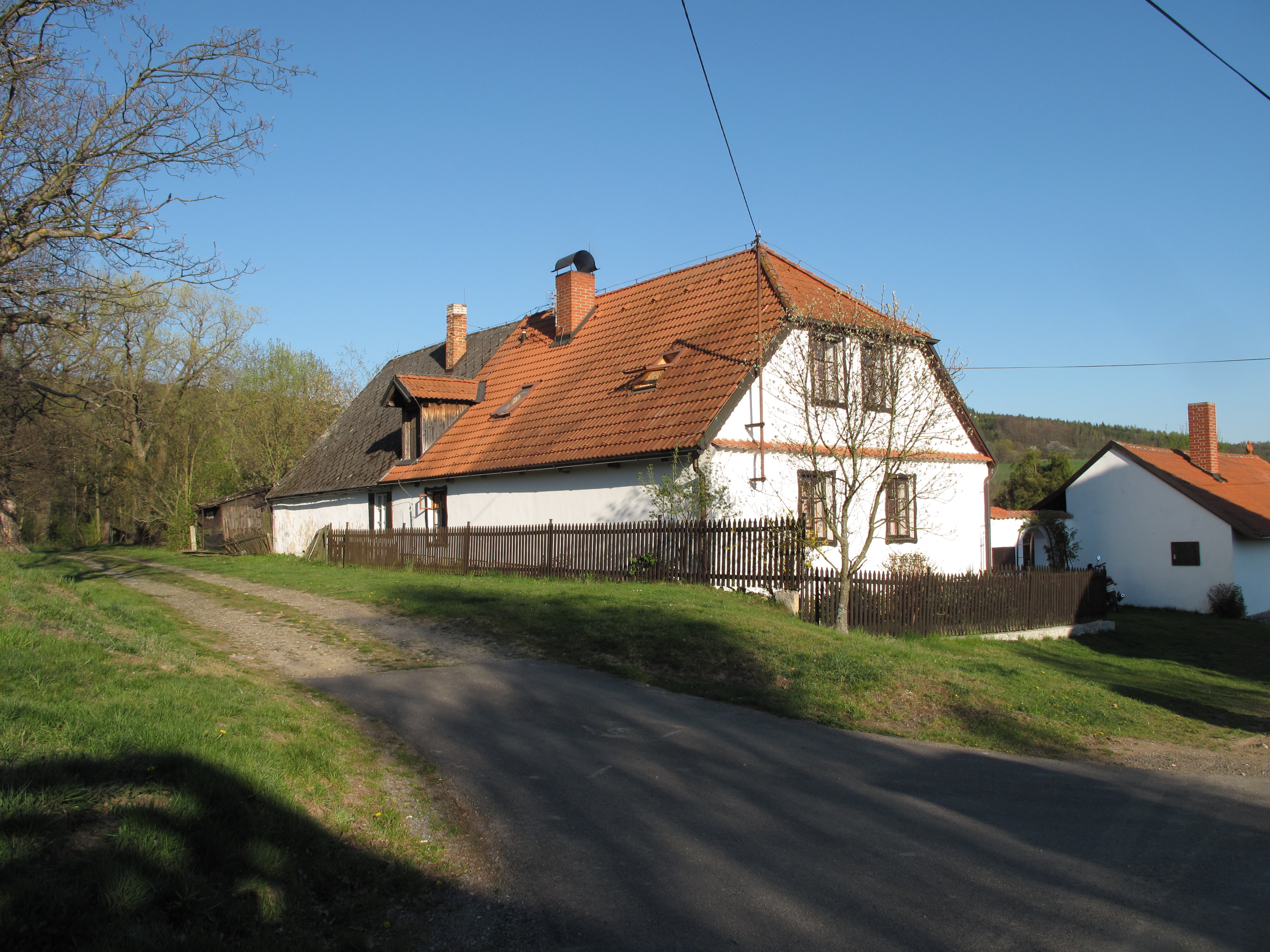
Dům pod hrází
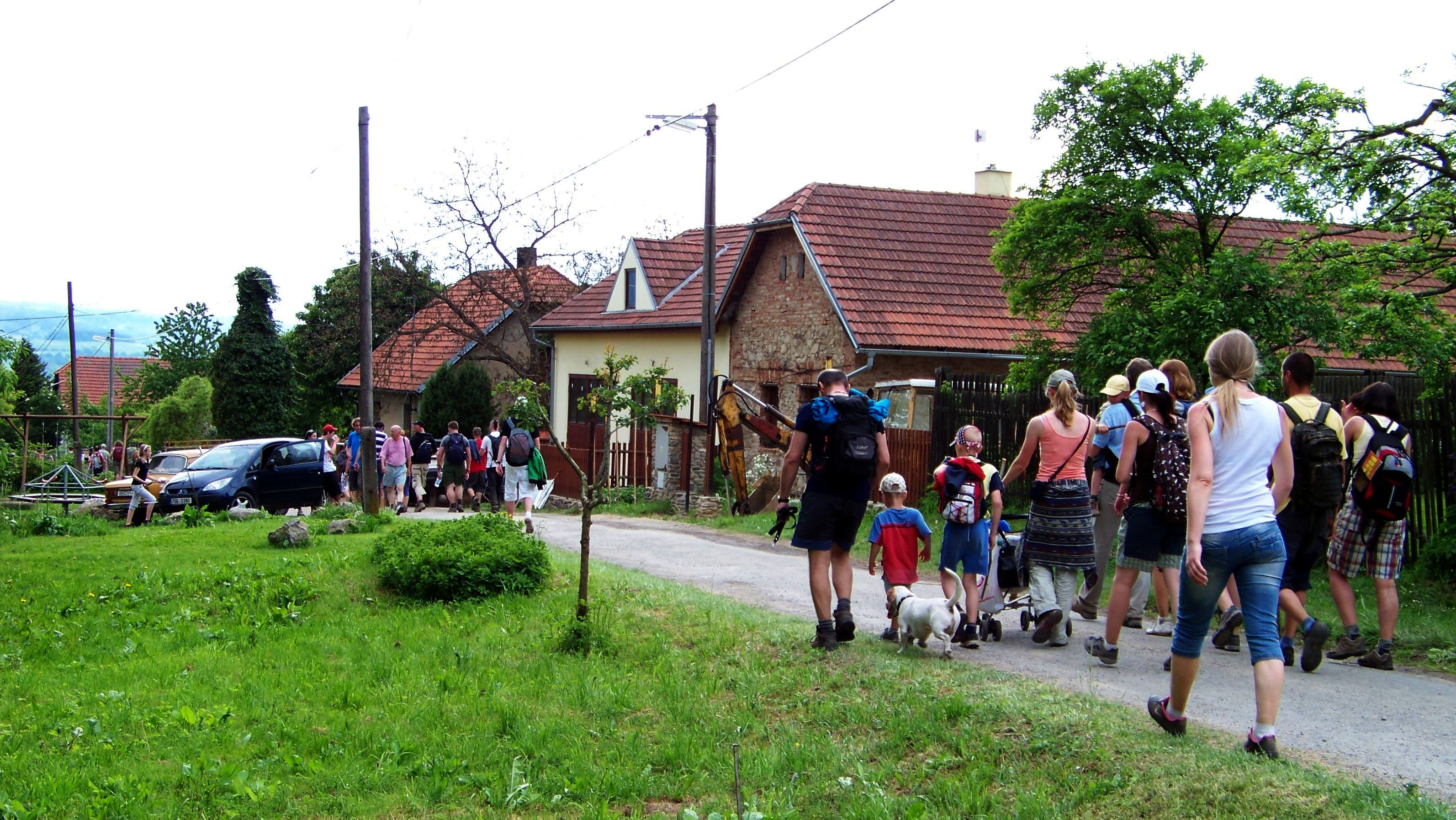
Pochod Praha-Prčice